# José de Echevarría
Frate José de Echevarría (nella grafia basca moderna Joseph Etxebarria; Eibar, ... – Palencia, 10 maggio 1691) è stato un presbitero e organaro spagnolo appartenuto all'ordine francescano, che sviluppò e diede impulso alla tecnologia del così detto "organo barocco spagnolo" o "organo iberico".
Egli pose le basi e sviluppò l'organo iberico, un tipo di organo noto per le sue sonorità molto ricche e potenti, con la caratteristica di disporre di una ampia dotazione di canne orizzontali. Sviluppò anche l'"arca degli echi" un apparato che permette di realizzare effetti sonori di "vicinanza e lontananza".
L'organo iberico ha un'ampia presenza nelle chiese di Spagna, Portogallo, Amsterdam e nelle Filippine. Frate José de Echevarría sviluppò la sua tecnica nel XVII secolo ed esistono esemplari dei suoi organi ad Alcalá de Henares, Zenarruza, Lekeitio, Palencia, Santo Domingo de la Calzada, Vitoria, Ochandiano e Tolosa, tra gli altri.
Frate José de Echevarría è stato definito come: 
(Louis Jambou, Evolución del Órgano Español, siglos XVI-XVIII. Vol. I. Oviedo 1988, p. 312.)

## Biografia
José de Echevarría era nato nella località di Éibar nel Paese Basco, probabilmente, nella prima metà del XVII secolo. Proveniva da una famiglia di organari. Entrò nell'ordine dei francescani e si specializzò come organaro, costruendo numerosi organi per le chiese di tutta la regione spagnola.
Il 10 maggio 1691 morì nel Convento di San Francisco di Palencia, dove stava lavorando all'organo della cattedrale insieme a frate Domenico Aguirre del convento di Santa Chiara, dov'era stato spostato dopo che si era ammalato. Secondo la cronaca, "morì vecchio e molto pesante". Venne inumato nella cappella maggiore del Convento di San Francisco, a Palencia.

### Scuola di organo spagnola
Frate José de Echevarría creò una scuola che continuò a sviluppare i suoi apporti e nella quale emerse suo nipote, che aveva lo stesso nome. Furono anche suoi discepoli i frati Domenico Aguirre, Pedro Liborna Echevarría e José Alsúa. A questi seguirono i navarri Juan Apecechea, Félix Yoldi, Juan Andueza, Domenico Mendoza, José Mañeru e José di Ripa.
Il lavoro di frate José de Echevarría si estese a tutti i costruttori di organi di Spagna e venne sviluppato e migliorato in successive ondate, dando corpo e caratteristiche al così detto organo barocco spagnolo.

## Sviluppi

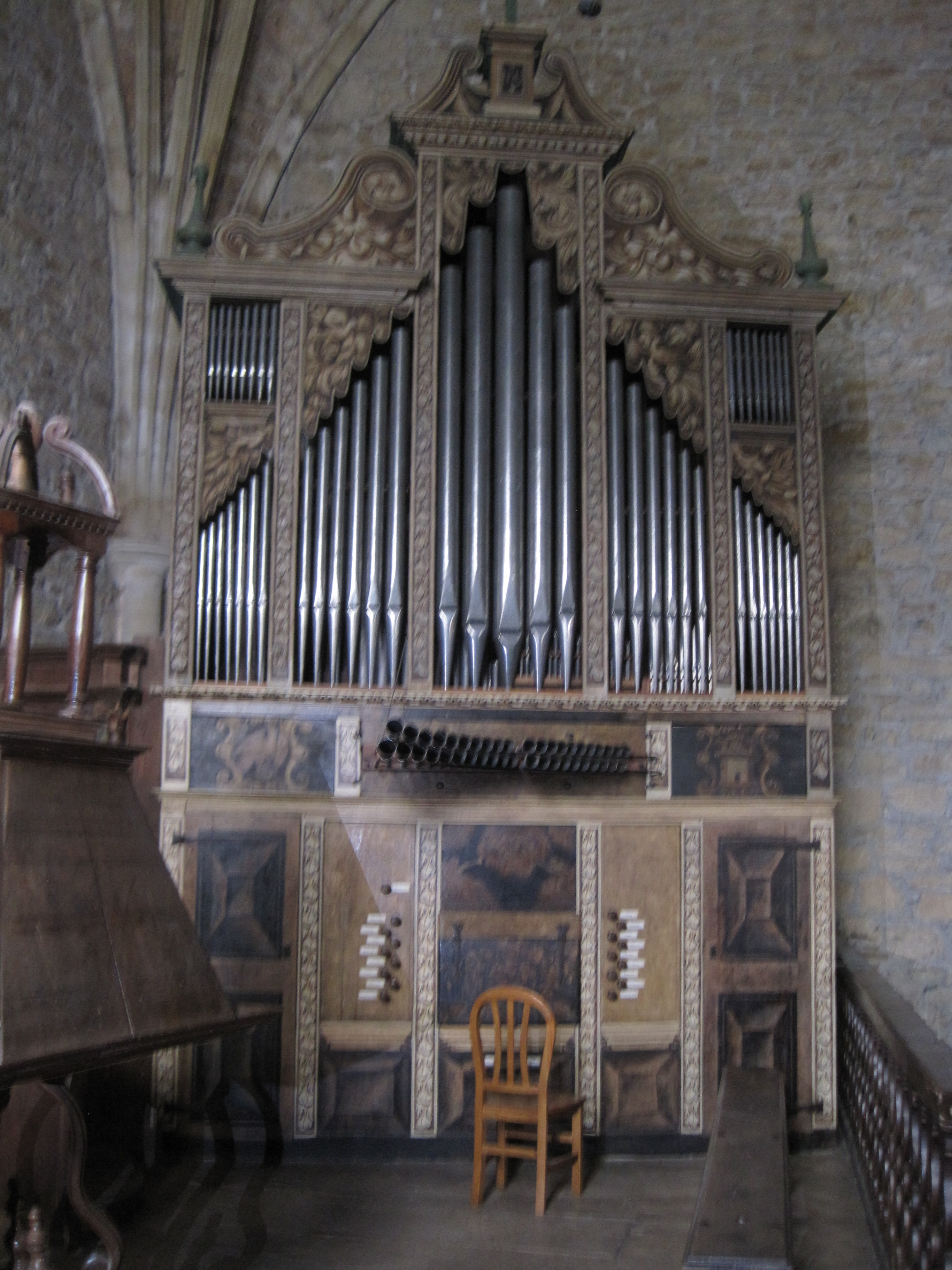
Organo del XVII secolo. Monastero di Cenarruza- Ziortzako Monastegia. Markina-Xemein, Biscaglia. Opera di Frate José de Echevarría.

### La cassa espressiva
Nel 1665 frate José de Echevarría costruì l'organo del convento di San Francisco di Vitoria e vi installò il clarín de ecos, che consisteva in una collezione di canne di clarino dentro una cassa con un coperchio che si poteva aprire a volontà dalla tastiera dello strumento con una leva a pedale, dando luogo alla "cassa o arca degli echi". Nella costruzione dell'organo della chiesa di Santa María di Tolosa introdusse nella cassa degli echi un flauto e un cornetto. L'invenzione della "cassa espressiva" è stata poi attribuita all'inglese Abramo Jordan, organista e importatore di vini di Jerez de la Frontera che attivò lo Swell dell'organo inglese, copia della "cassa degli echi" di frate José de Echevarría che aveva conosciuto durante i suoi soggiorni in Spagna. 
Inizialmente, nel 1659, l'"arca degli echi" aveva due o tre registri di tiple ed era posta in una cassa sopra l'organo maggiore. Questa si evolvette per mano dei discepoli di frate José de Echevarría, tra i quali suo nipote José de Echevarría, realizzando una tastiera completa per gli echi che gestiva sezioni indipendenti della cassa, questo diede luogo al così detto "organo degli echi", anche se questa tastiera di echi ha varie denominazioni: organo degli echi o tastiera degli echi.
Con detto apparecchio si possono realizzare effetti di “crescendo” o “diminuendo”, ossia la sospensione, oltre che l'eco e il contro eco. Per questo dispone di una leva o un pedale. Il termine "sospensione" è stato adottato dagli organari a causa dello stimolo originato dall'interesse e dalla sorpresa che produce nel nostro udito il va e vieni graduale del suono. Per conseguire questi effetti viene modificata l'apertura del coperchio dell'arca degli echi, potendo aprirsi questa di colpo tra un estremo e l'altro (effetti di “pianissimo” o “fortissimo”) o variando gradualmente la sua apertura (effetti di “crescendo” o “diminuendo”). La sfumatura che acquista l'eco è direttamente relazionata con l'area di apertura che forniscono i coperchi.